# 당사자능력
당사자능력(當事者能力)은 민사 혹은 형사적으로 당사자로 될 수 있는 일반적, 추상적 능력을 일컫는다.

## 민사소송법 상 당사자능력
민사소송법상과 형사소송법상으로 나뉘는데, 민사소송법상으로는 민사소송의 당사자로서 소송상의 모든 효과가 귀속될 수 있는 주체가 되는 일반적 능력을 말한다. 이는 민법상 권리능력을 가지는 자(실질적 당사자 능력자)뿐 아니라 실체법상 권리능력이 인정되지 않는 자에게도 소송법적인 입장에서 인정한다(형식적 당사자 능력). 법인 아닌 사단이나 재단은 민법상에서는 권리능력이 인정되지 않지만 대표자나 관리인이 정해져 있고, 외부에 대해 어느 정도의 단체성을 가지고 있으면 당사자 능력이 인정된다(민사소송법 제52조). 소송계속 중 당사자가가 사망·합병된 경우, 그 승계인이 있으면 승계할 때까지 소송이 중단된다.

### 권리능력자

##### 자연인
자연인은 누구나 당사자능력을 갖는다. 외국인도 당연히 당사자 능력을 가지며 외교사절과 같은 재판면제권을 가진 사람이라도 당사자능력이 있으므로 원고로서 스스로 제소할 수 있으며, 면제권을 포기하면 피고로 될 수 있다.

##### 자연물
자연물의 일부인 동식물에게는 행정소송을 청구할 법률상 이익이 인정되지 않는다는 것이 대법원의 입장이고 도룡뇽 또는 그를 포함한 자연 그 자체로서는 소송을 수행할 당사자능력을 인정할 수 없다고 판시하였다.

##### 법인
권리능력 있는 법인은 모두 당사자능력을 가진다. 법인의 해산, 파산의 경우 청산, 파산의 목적 범위 내에서 당사자능력이 있다. 또한 청산종결등기를 마쳤더라도 청산사무가 종료되었다고 할 수 없는 경우에는 청산법인으로서 당사자능력이 있다 청산종결, 합병 등으로 법인격이 소멸하면 당사자능력이 없다. 국가, 지방자치단체 등도 당사자능력이 있다. 다만 행정청의 경우 행정소송에서는 피고로서의 당사자능력이 있으나, 민사소송에서는 국가의 기관일 따름이므로 행정청, 법인의 기관인 학교장, 산하 조직당사자능력이 인정되지 않는다.(내부부서에 불과한 지점, 분회, 군의 하부행정구역인 읍, 면은 당사자 능력이 없다.)

### 법인 아닌 사단, 재단
민사소송법 제52조(법인이 아닌 사단 등의 당사자능력) 법인이 아닌 사단이나 재단은 대표자 또는 관리인이 있는 경우에는 그 사단이나 재단의 이름으로 당사자가 될 수 있다.

민사소송법 제52조가 비법인의 당사자능력을 인정하는 것은 법인이 아닌 사단이나 재단이라도 사단 또는 재단으로서의 실체를 갖추고 대표자 또는 관리인을 통하여 사회적 활동이나 거래를 하는 경우에는, 그로 인하여 발생하는 분쟁은 그 단체의 이름으로 당사자가 되어 소송을 통하여 해결하게 하고자 함에 있다 할 것이므로 여기서 말하는 사단이라 함은 일정한 목적을 위하여 조직된 다수인의 결합체로서 대외적으로 사단을 대표할 기관에 관한 정함이 있는 단체를 말한다. 부도난 회사의 채권자들이 조직한 채권단이 비법인사단으로서의 실체를 갖추지 못했다는 이유로 당사자능력을 부인한 판례가 있다.
교회가 다수의 교인들에 의하여 조직되고, 일정한 종교활동을 하고 있으며 그 대표자가 정하여져 있다면 민사소송법 제48조 소정의 비법인사단으로서 당사자능력이 있다고 보아야 할 것이고, 그 교회가 종전에 있던 같은 명칭의 교회와 같은 단체인 것인지, 종전에 있던 같은 명칭의 교회가 합병으로 소멸된 것인지, 그 교회의 구성원이 다른 교회에서 이탈한 것인지 여부나 그 동기는 그 당사자능력을 좌우할 사유가 된다고 할 수는 없다.
어떤 단체가 고유의 목적으로 가지고 사단적 성격을 가지는 규약을 만들어 이에 근거하여 의사결정기관 및 집행기관인 대표자를 두는 등의 조직을 갖추고 있고, 기관의 의결이나 업무집행방법이 다수결의 원칙에 의하여 행하여지며, 구성원의 가입, 탈퇴 등으로 인한 변경에 관계없이 단체 그 자체가 존속되고, 그 조직에 의하여 대표의 방법, 총회나 이사회 등의 운영, 자본의 구성, 재산의 관리 기타 단체로서의 주요사항이 확정되어 있는 경우에는 비법인사단으로서의 실체를 가진다고 할 것이고, 당사자능력이 있는지 여부는 사실심의 변론종결일을 기준으로 판단되어야 할 성질의 것이다.

##### 교회
개신교의 개별교회에 대하여 일반적으로 당사자능력을 인정하나, 천주교단에 속한 개별 교회에 대하여는 당사자능력을 부정한다. 천주교회의 경우 통상 재단법인인 '교구천주교회유지재단'이 설립되어 있다.

##### 사찰
사찰의 경우에는 통상 단체성이 있는 일반사찰이나 불교신도회 등은 법인 아닌 사단으로, 전통사찰은 법인 아닌 재단으로 각각 권리능력이 인정되는 경우가 많으나, 단체성이 없는 개인사찰이나 불교목적시설에 불과한 경우에는 당사자능력이 부정된다. 사찰은 비법인사단으로 이미 독립된 단체를 이루고 있거나, 이에 이르지 못하더라도 그 물적 시설의 소유자가 그 사찰의 재산을 특정 종단에 귀속하기로 하고 관할관청에 등록을 한 때에는 각 당사자능력이 있다사찰은 개인사찰이 아닌 경우에 있어서 신도들이 사찰의 운영이나 재산의 관리, 처분에 관여하는 정도에 따라 법인 아닌 재단 또는 법인 아닌 사단으로 구분된다. 판례는 사찰이 독립한 단체를 이루었다고 볼 수 있는 경우 이를 명시적으로 '재단'으로 인정하는 경우도 있으나, 대부분 '비법인재단 또는 비법인사단'이라 하여 애매한 표현을 하고 있다.

## 조합
민법상 조합은 조합원 사이의 계약관계이며, 조합원의 개성을 초월한 독립된 고유의 목적을 가진 단체라고 인정할 수 있는 실질이 없고, 민법이 법인이 아닌 사단에 대하여 그 소유관계를 총유(總有)로 규정하고 민법상 조합의 소유관계를 합유(合有)로 규정하여 양자가 별개임을 전제하고 있으므로 민법상 조합은 당사자능력이 부정됩다.

### 민법상 조합과 법인이 아닌 사단의 구별기준
- 민법상의 조합과 법인격은 없으나 사단성이 인정되는 비법인사단(법인이 아닌 사단)을 구별함에 있어서는 일반적으로 그 단체성의 강약을 기준으로 판단하여야 하는 바, 조합은 2인 이상이 상호간에 금전 기타 재산 또는 노무를 출자하여 공동사업을 경영할 것을 약정하는 계약관계에 의하여 성립하므로 어느 정도 단체성에서 오는 제약을 받게 되는 것이지만 구성원의 개인성이 강하게 드러나는 인적 결합체인데 비하여, 비법인사단(법인이 아닌 사단)은 구성원의 개인성과는 별개로 권리·의무의 주체가 될 수 있는 독자적 존재로서의 단체적 조직을 가지는 특성이 있다."[12].

### 민법상 조합의 명칭을 가진 단체가 법인이 아닌 사단으로서의 실체를 가지는 경우
- 민법상 조합의 명칭을 가지고 있는 단체라 하더라도 고유의 목적을 가지고 사단적 성격을 가지는 규약을 만들어 이에 근거하여 의사결정기관 및 집행기관인 대표자를 두는 등의 조직을 갖추고 있고, 구성원의 가입·탈퇴 등으로 인한 변경에 관계없이 단체 그 자체가 존속되며, 그 조직에 의하여 대표의 방법, 총회나 이사회 등의 운영, 재산의 관리 기타 단체로서의 주요사항이 확정되어 있는 경우에는 비법인사단(법인이 아닌 사단)으로서의 실체를 가진다."라고 하였습니다[13].

### 당사자능력이 없는 경우와 법원의 조치
소제기 당시부터 당사자능력이 없었음이 발견되면 판결로써 소를 각하하지 않으면 안 된다. 그러나 소장의 전취지를 합리적으로 해석할 때에 바른 당사자능력자로 고칠 수 있는 경우(예: 당사자능령 없는 행정청을 당사자능력 있는 국가로, 학교를 그 운영주체인 법인으로, 사망자를 그 상속인으로)에는 소를 각하할 것이 아니라 제59조를 유추하여 표시정정의 형태로 당사자능력자로 보정을 시킬 것이다.
소제기 후 소송계속 중에 당사자가 사망, 법인합병 등의 사유로 인하여 당사자능력을 상실한 경우에는 소송이 중단되며, 승계인이 있으면 그가 당사자로서 소송절차를 수계하게 된다. 그러나 소송물이 승계할 성질의 권리관계가 아닌 때는 소송이 종료된다.
피고로부터 당사자능력에 흠이 있다는 항변이 있어 다툼이 있는 경우에, 조사결과 당사자능력이 없으면 판결로써 소를 각하할 것이나, 당사자능력이 있으면 중간판결이나 종국판결의 이유에서 이를 판단하여야 한다. 따라서 무능력자가 상소를 제기하였을 때에 부적법한 상소라 하여 상소각하를 할 것이 아니다. 당사자능력에 관하여는 원고에게 그 증명책임이 있다.

### 당사자능력의 흠을 간과한 판결의 효력
어떠한 단체가 실제로 존재하지 않음에도 불구하고 그 단체가 존재하고 그 대표자로 표시된 자가 대표자 자격이 있는 자인 것으로 오인하여 가처분결정이 내려졌다고 하더라도, 그 단체가 실제로 존재하지 않는다면 그 가처분결정은 누구에게도 효력을 발생할 수 없는 무효인 결정이라 할 것이므로, 그 후 가처분결정에서 단체의 대표자로 표시된 자가 그 단체의 이름으로 가처분취소신청을 하였을지라도 법원으로서는 그 당사자 능력에 관하여 별도로 조사 판단하여야 하는 것이지, 무효인 가처분결정이 외형상 존재한다는 사실만으로 그 기속을 받아 실제로 존재하지 아니한 단체를 당사자능력 있는 자로 취급하여야 하는 것은 아니다( 대법원 1994. 11. 11. 선고 94다14094 판결 참조). 이러한 법리는 당사자능력이 없는 단체를 상대로 보전처분 결정이 내려진 다음 그 단체의 대표자로 표시된 자가 그 단체의 이름으로 보전처분 이의신청을 하거나 항고를 제기한 경우에도 마찬가지로 적용되고, 이와 같이 당사자능력 없는 자가 제기한 보전처분에 대한 이의신청 또는 항고는 부적법한 것으로서 각하되어야 한다.

### 판례
- 당사자능력 유무에 관한 사항은 법원의 직권조사사항이므로 그 당사자능력 판단의 전제가 되는 사실에 관하여는 법원이 당사자의 주장에 구속될 필요없이 직권으로 조사하여야 할 것이나， 그 사실에 가하여 당사자의 능력유무를 판단함에 있어서는 당사자가 내세우는 단체의 목적， 조직， 구성원 등 단체를 사회적 실제로서 규정짓는 요소를 갖춘 단체가 실재하는지의 여부만을 가려 그와 같은 의미의 단체가 실재한다면 그로써 소송상 당사자능력은 충족되는 것이고， 그렇지 아니하다면 소를 부적법한 것으로서 각하하면 족한 것이며， 당사자의 주장과는 전혀 다른 단체의 실제를 인정하여 당사자능력을 인정하는 것은 소송상 무의미할 뿐 아니라 당사자를 변경하는 결과로 되어 허용될 수 없다.[15]
- 서울대학교는 국가가 설립·경영하는 학교임은 공지의 사실이고 학교는 법인도 아니고 대표자 있는 법인격 없는 사단 또는 재단도 아닌 교육시설의 명칭에 불과하여 민사소송에 있어 당사자능력을 인정할 수 없다.[16]
- 상법 제 520조의 2 제 1항 내지 제 4항에 의하여 회사가 해산되고 그 청산이 종결된 것으로 보게 되는 회사라도 권리관계가 남아 있어 현실적으로 정리할 필요가 있는 때에는 그 범위 내에서는 아직 완전히 소멸하지 아니한다.[17]
- 상법 제 520조의2의 규정에 의하여 주식회사가 해산되고 그 청산이 종결된 것으로 보게 되는 회사라도 어떤 권리관계가 남아 있어 현실적으로 정리할 필요가 있으면 그 범위 내에서는 아직 완전히 소멸하지 아니하고， 이러한 경우 그 회사의 해산 당시의 이사는 정관에 다른 규정이 있거나 주주총회에서 따로 청산인을 선임하지 아니한 경우에 당연히 청산인이 되고， 그러한 청산인이 없는 때에는 이해관계인의 청구에 의하여 법원이 선임한 자가 청산인이 되므로 이러한 청산인만이 청산중인 회사의 청산사무를 집행하고 대표하는 기관이 된다.[18]
- 회사라도 어떤 권리관계가 남아 있어 현실적으로 정리할 필요가 있으면 그 범위 내에서는 아직 완전히 소멸하지 아니한다.[19]
- 지방자치단체는 국가를 당사자로 하는 소송에 관한 법률의 적용대상이 아니 어서 같은 법률 제 3조，제 7조에서 정한 바와 같은 소송수행자의 지정을 할 수 없고， 또한 민사소송법 제 87조가 정하는 변호사 대리의 원칙에 따라 변호사 아닌 사람의 소송대리는 허용되지 않는 것이므로， 원심이 변호사 아닌 피고 소속 공무원으로 하여금 소송수행자로서 피고의 소송대리를 하도록 한 것은 민사소송법 제 424조 제1항 제 4호가 정하는 ‘소송대리권의 수여에 흠이 있는 경우’에 해당하는 위법이 있는 것이다.[20] [공보불게재]
- 인지첩부 및 공탁제공에 관한 특례법 제 2조에 의하면 국은 국가를 당사자로 하는 소송 및 행정소송절차에 있어서 민사소송 등 인지법 규정의 인지를 첩부하지 아니한다고 규정되어 있으나， 국이 당사자의 일방을 위하여 보조참가인으로서 참가하고 있는 소송은 위 규정에서 말하는 국가를 당사자로 하는 소송이라고 볼 수 없으므로， 이 사건에서 재항고인인 국이 피참가인인 피고를 위하여 보조참가인의 자격에서 제 1심판결에 불복하여 항소를제가함에 있어서는당연히 민사소송등 인지법 소정의 인지를 첩부하여야 한다.[21]

## 형사소송법 상 당사자능력
형사소송법상으로는 형사소송의 피고인으로 될 수 있는 일반적 능력을 말한다. 검사는 국가기관이기 때문에 피고인에 관해서만 당사자능력이 문제되며, 소송당사자의 일방인 검사에 대해서는 문제되지 않는다. 소송법상의 능력으로서 당사자능력의 부존재는 공소기각의 사유로 되지만, 책임능력의 부존재는 실체법상의 능력으로서 무죄의 사유가 되는데, 이에 따라 형법상 책임무능력자도 소송법상 당사자능력이 있다. 법인에게 형사책임이 있는 경우, 즉 법인을 처벌하는 명문규정이 있는 경우에 법인은 당사자 능력이 있다(형사소송법 제27조). 법인의 당사자 능력의 인정여부에 대해서 긍정설과 부정설이 대립되고 있다. 자연인은 사망시에, 법인은 존속하지 아니하게 되었을 때에는 각각 당사자능력이 소멸한다(형사소송법 제328조 제1항 제2호).

### 판례
대법원은 법인세체납의 범죄사실로 기소되었으나 그 소송계속 중에 이미 청산등기가 경료된 사안에서 "회사가 해산 및 청산등기 전에 재산형에 해당하는 사건으로 소추당한 후 청산종결의 등기가 경료되었다고 하여도 그 피고사건이 종결되기까지(판결의 확정시까지)는 회사의 청산사무는 종료되지 아니하고 형사소송법상 당사자 능력도 존속한다"고 보았다.

## 같이 보기
- 당사자자격
- 당사자적격
- 소송능력